# クロード・ヴィニョン
クロード・ヴィニョン（Claude Vignon、1593年5月19日 – 1670年5月10日）は、フランスの画家である。シモン・ヴーエやニコラ・プッサンらと共に、17世紀のルイ13世の時代を代表するフランスの画家の一人とされる。

## 略歴
トゥールの役人の息子に生まれた。トゥールで学んだ後、パリでイタリアで修行した画家のジャコブ・ブネル(Jacob Bunel: 1558-1614)に1609年まで学んだ 。17歳になった1610年にローマに旅した。
ローマ滞在中の1616年にパリの画家・彫刻家組合（Communauté des maîtres peintres et sculpteurs de Paris:通称:メトリーズ）に入会を認められ、クロード・メラン(Claude Mellan)やシャルル・メラン(Charles Mellin)、シモン・ヴーエとともに国王から、年金を与えられた。シモン・ヴーエと友人になり、1618年にヴーエの作品を版画にした。ヴァランタン・ド・ブーローニュとも知り合い、当時イタリアで最も影響力のあった画家で多くの追随者（カラヴァジェスティと呼ばれる）がいたカラヴァッジオの作品やカラヴァジェスティのバルトロメオ・マンフレディからも影響を受けて、明暗を強調するキアロスクーロのスタイルの作品を描いた。ローマ滞在期間の終わりに枢機卿ルドヴィコ・ルドヴィージ(Ludovico Ludovisi)が催したコンクールで1等を取ったがその作品は第二次世界大戦で失われた。
1925年にフランスに帰国し、宮廷画家になった。国王ルイ13世や宰相リシュリューから支援を得て、ルーブル宮殿や王宮の装飾画を描いた。1648年に王立絵画彫刻アカデミーが創設されるとメンバーになるが、教授となるのは1651年からであった生涯に2度以上結婚し、多くの子供が生まれた。2人の息子、クロード・フランソワ・ヴィニョン(Claude François Vignon: 1633-1703)とフィリップ・ヴィニョン(Philippe Vignon: 1638-1701)が画家になった。

## 作品

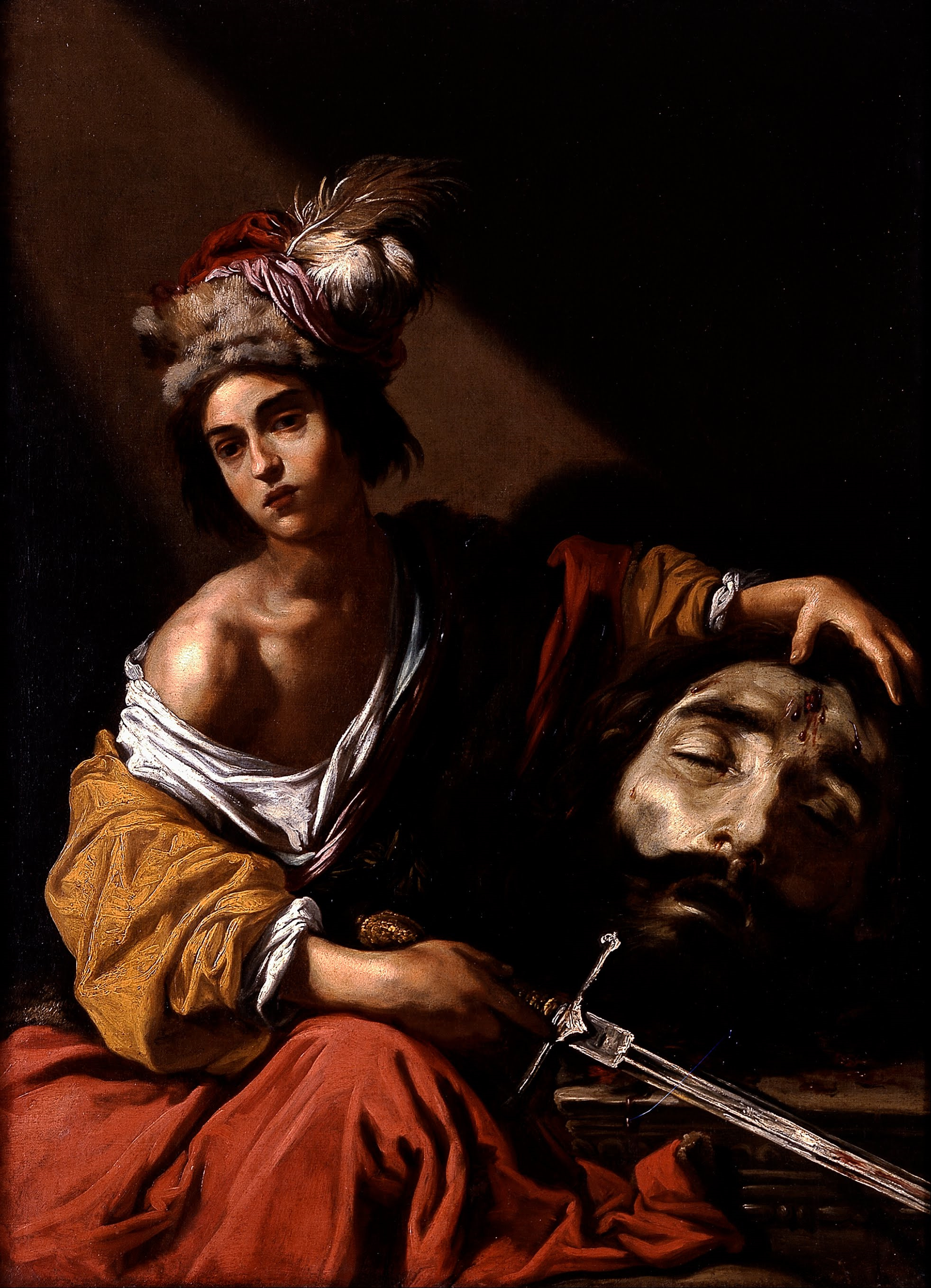
ゴリアテの首とダビデ　(1620/1623) ブラントン美術館蔵
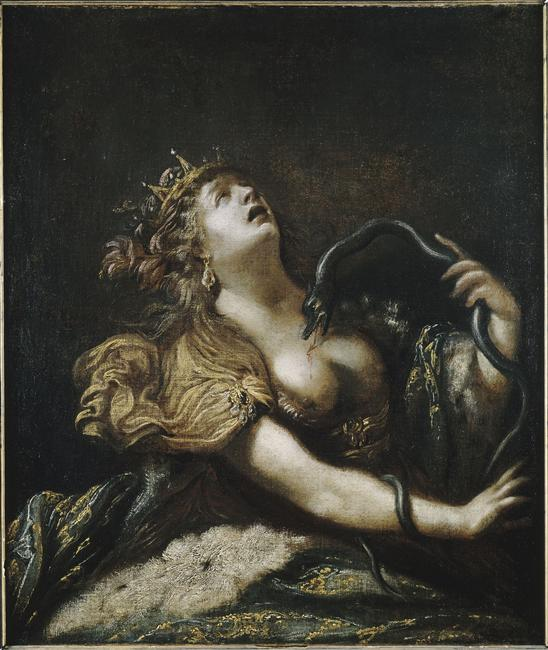
クレオパトラの自殺 レンヌ美術館蔵
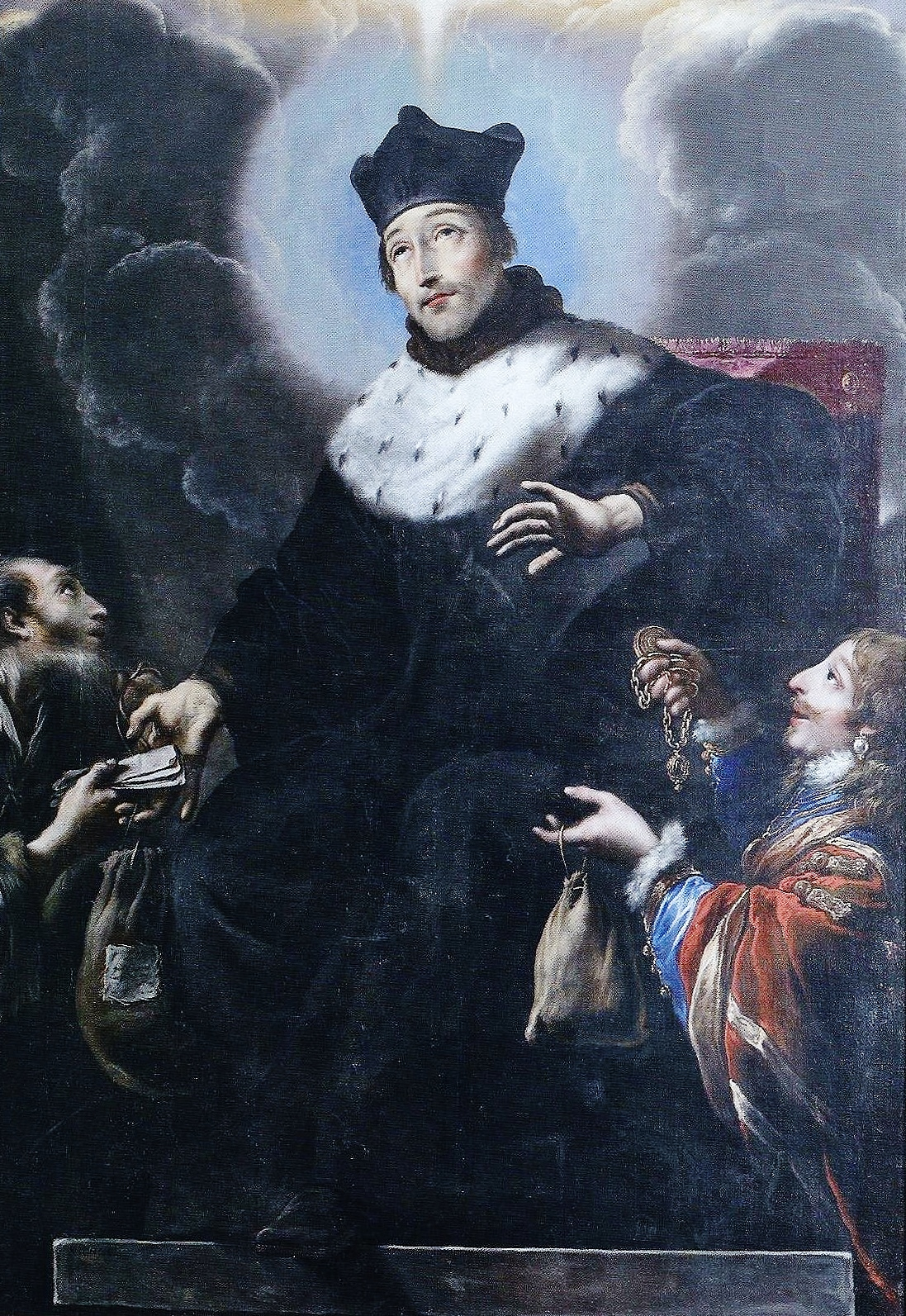
"Saint Yves" (1635)
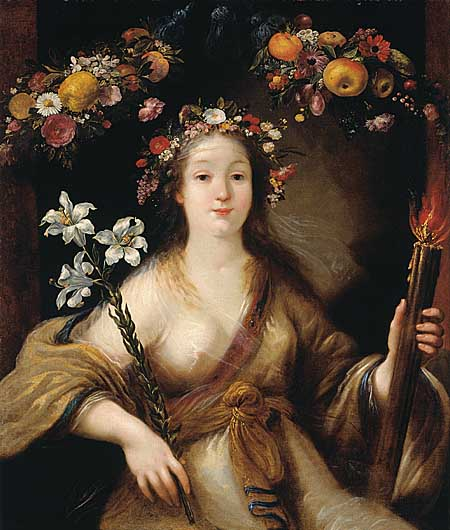
" Flore" (1630s)

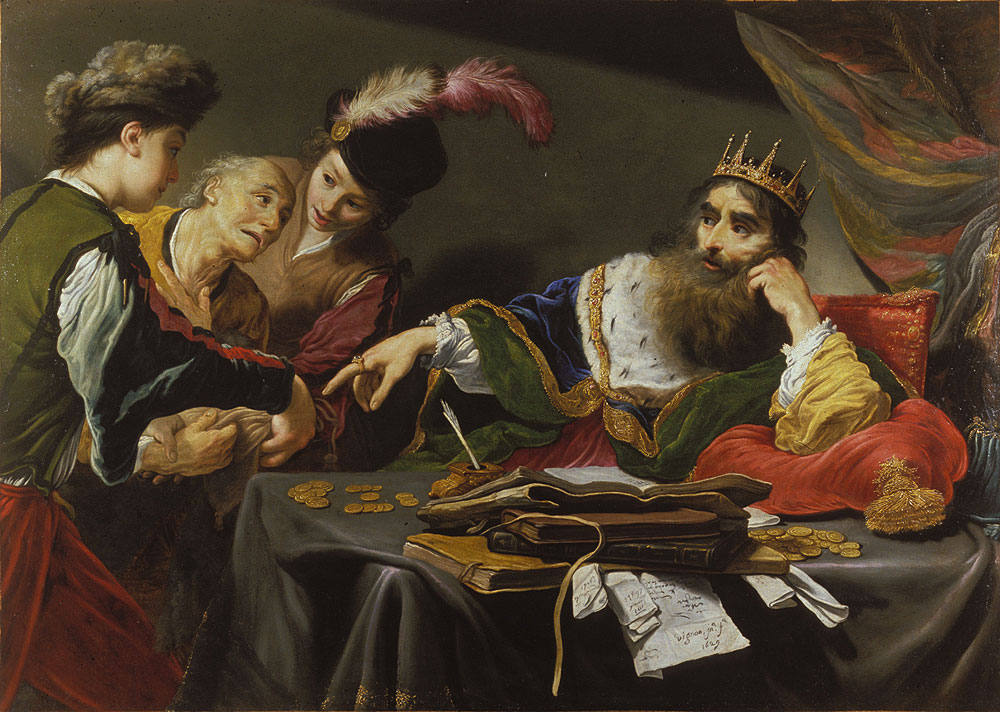
赦さないしもべの喩え　(1629) トゥール美術館蔵
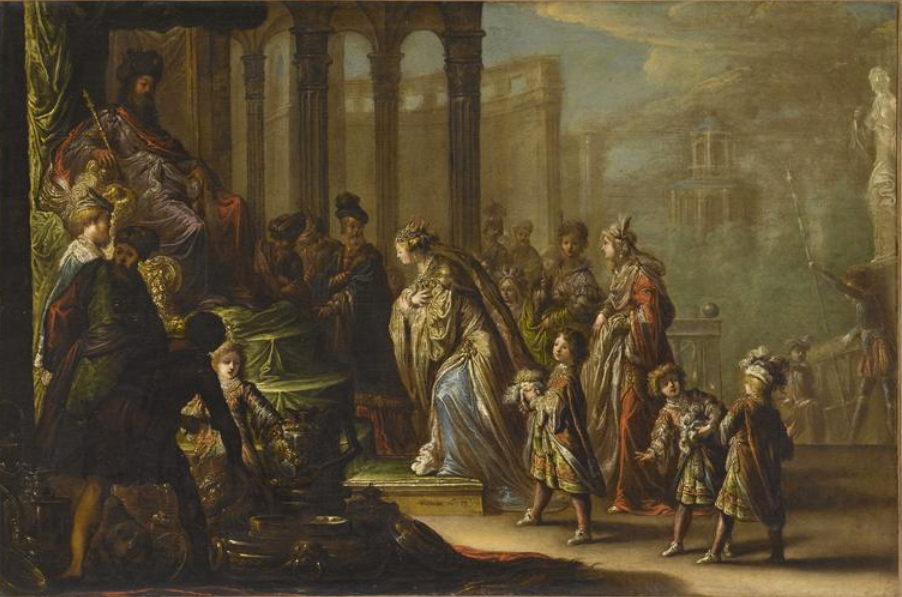
ソロモンとシバの女王　(1624) ルーブル美術館蔵
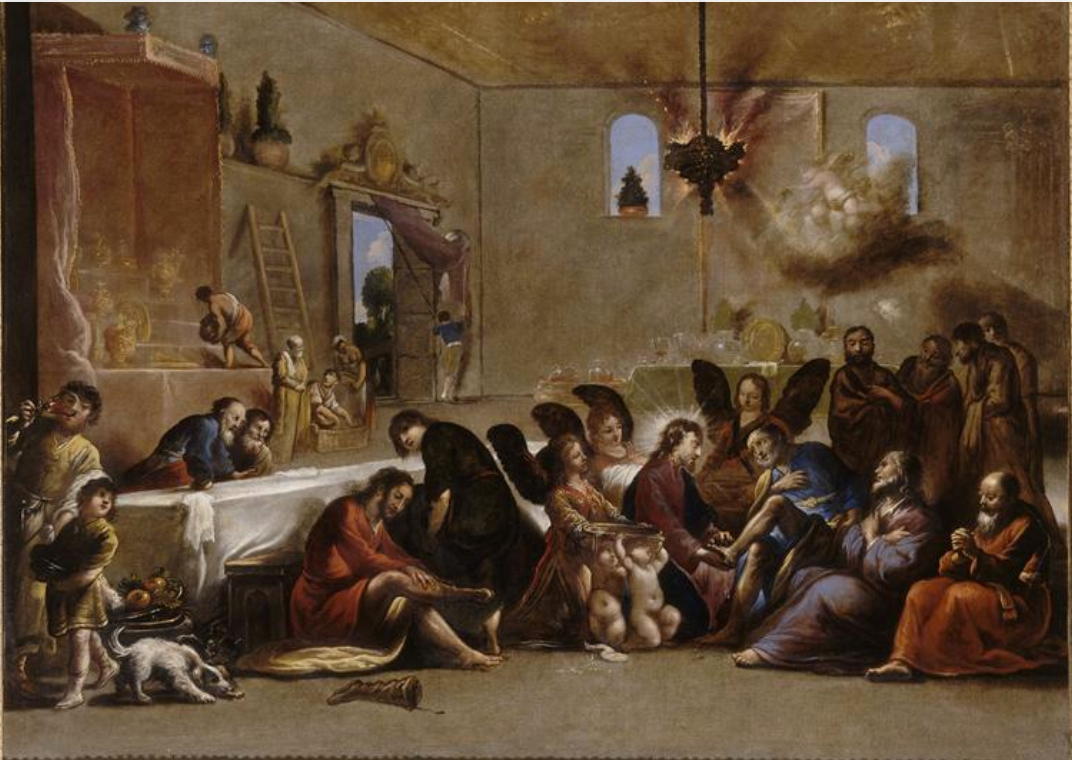
洗足 (1653) ナント美術館蔵